# Lincoln MKT
Lincoln MKT (укр. Лінкольн Марк Ті) — повнорозмірний люксовий кросовер, вироблений підрозділом люксових автомобілів Ford — Lincoln.

## Опис

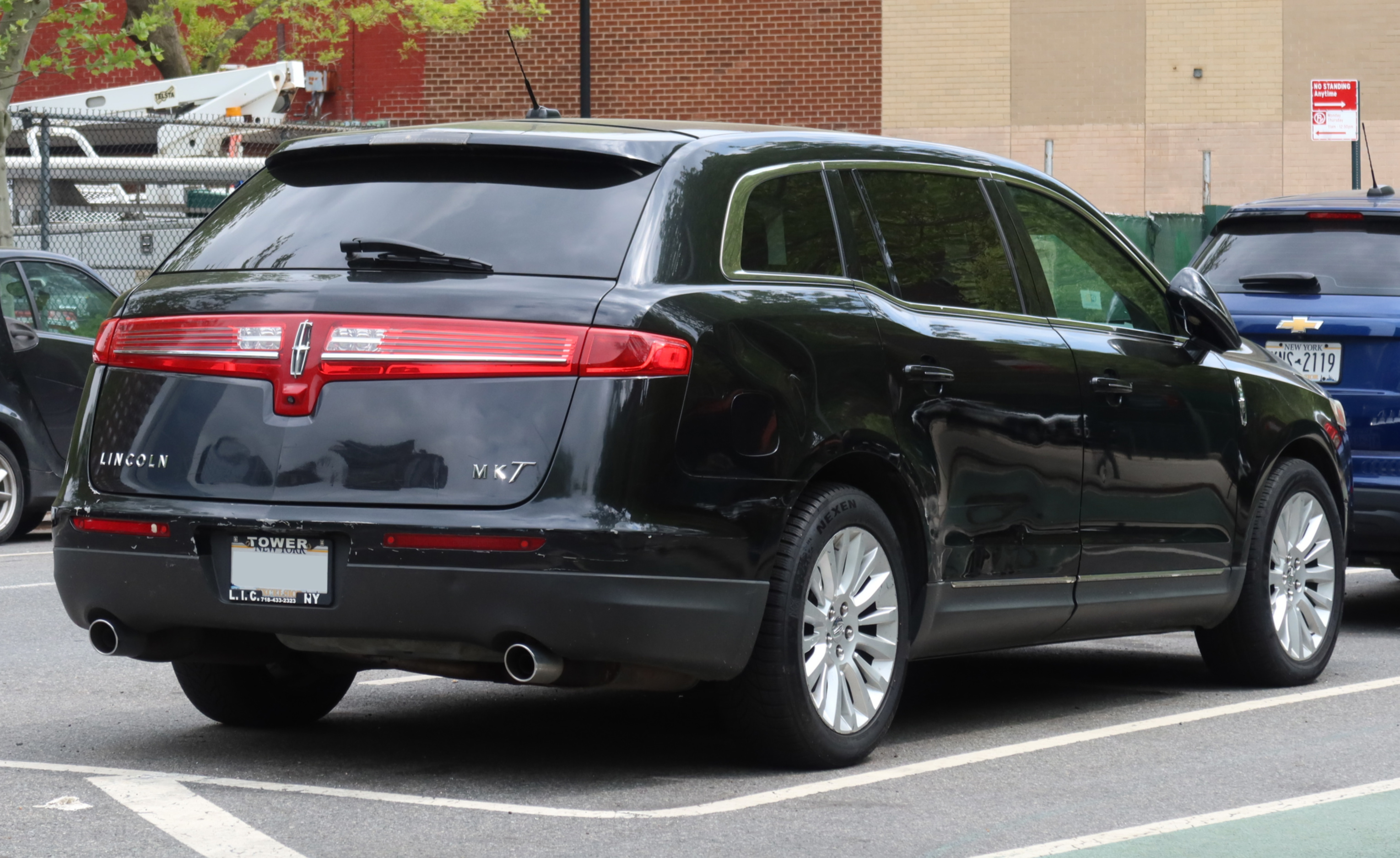
Lincoln MKT (2009-2013)

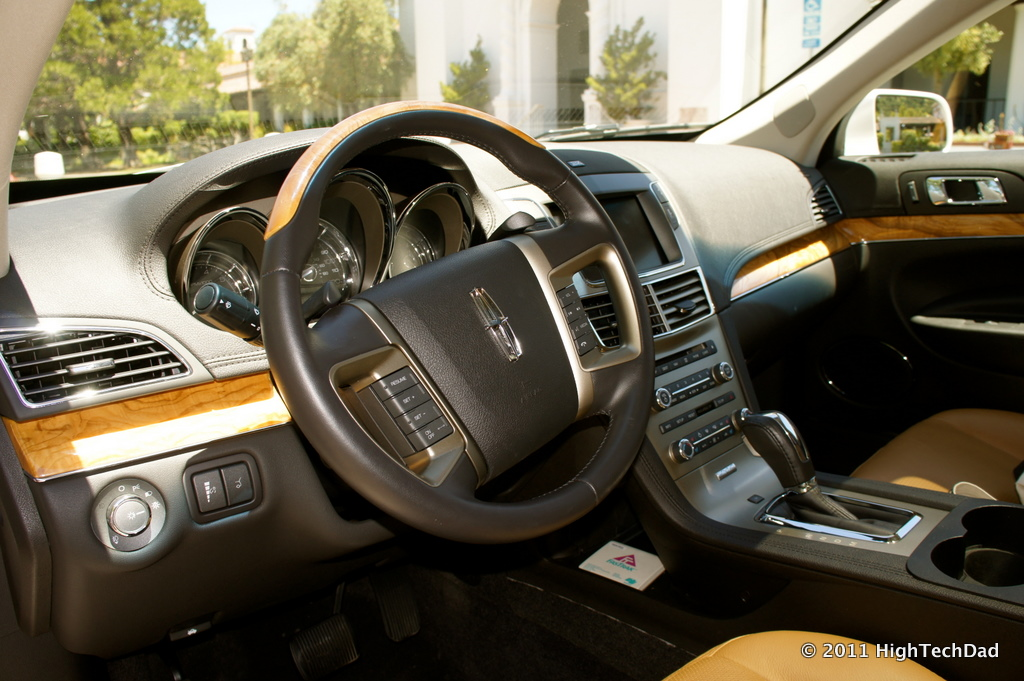

Вперше представлений на Північноамериканському міжнародному автосалоні в 2008 році як концепт-кар. 
У 2011 році на Автосалоні в Лос-Анджелесі був показаний зі зміненим інтер'єром і екстер'єром, рестайлінгову версію почали виробляти в 2013 році. 
У модельному ряду знаходився нижче Lincoln Navigator. В США ціни стартували з позначки 44 300 $.
Після рестайлінгу у 2012 році кросовер отримав виразну зовнішність з округлими формами, об’ємною решіткою радіатора та асиметричними вікнами. 
Великий MKT пропонує зручний, затишний та вишуканий інтер’єр. Вміщує сімох пасажирів на трьох рядах без найменшої шкоди для комфорту. На розсуд покупця представлено два V6 двигуна, включаючи потужний EcoBoost з подвійним турбонаддувом та повним приводом. Автомобіль оснащений чималою кількістю високотехнологічних засобів безпеки. 
Його безпосередніми суперниками вважаються Acura MDX, Infiniti QX60 і Buick Enclave. 
Стандартним для кросоверу MKT є 3.7-літровий V6. Представлений він у версіях на 268 та 303 кінських сили. Перша версія з приводом на передні колеса витратить 11.8 л/100км. З повним приводом витрата зросте до 12.4 л/100км. У 2012 році з’явилась версія Ti-VCT на 303 конячки. З нею автомобіль до сотні розганяється за 7.0 секунд, витрачаючи 11.6 л/100км. Пару двигуну складає шестиступінчаста автоматична коробка передач. Потужності базового двигуна достатньо, тим не менше, варто звернути увагу на продуктивніший 3.5-літровий EcoBoost V6 з 365 кінськими силами та подвійним турбонаддувом. Автомобілі з цим двигуном стандартно мають повний привід. Відмітки у 100 км/год MKT з ним досягне за 5.5 секунд. Витрата палива перебуває на рівні 11.6 л/100км. Комплектується двигун шестиступінчастою автоматичною коробкою. Версії кросоверу з цим двигуном буксирують 1.814 кг.

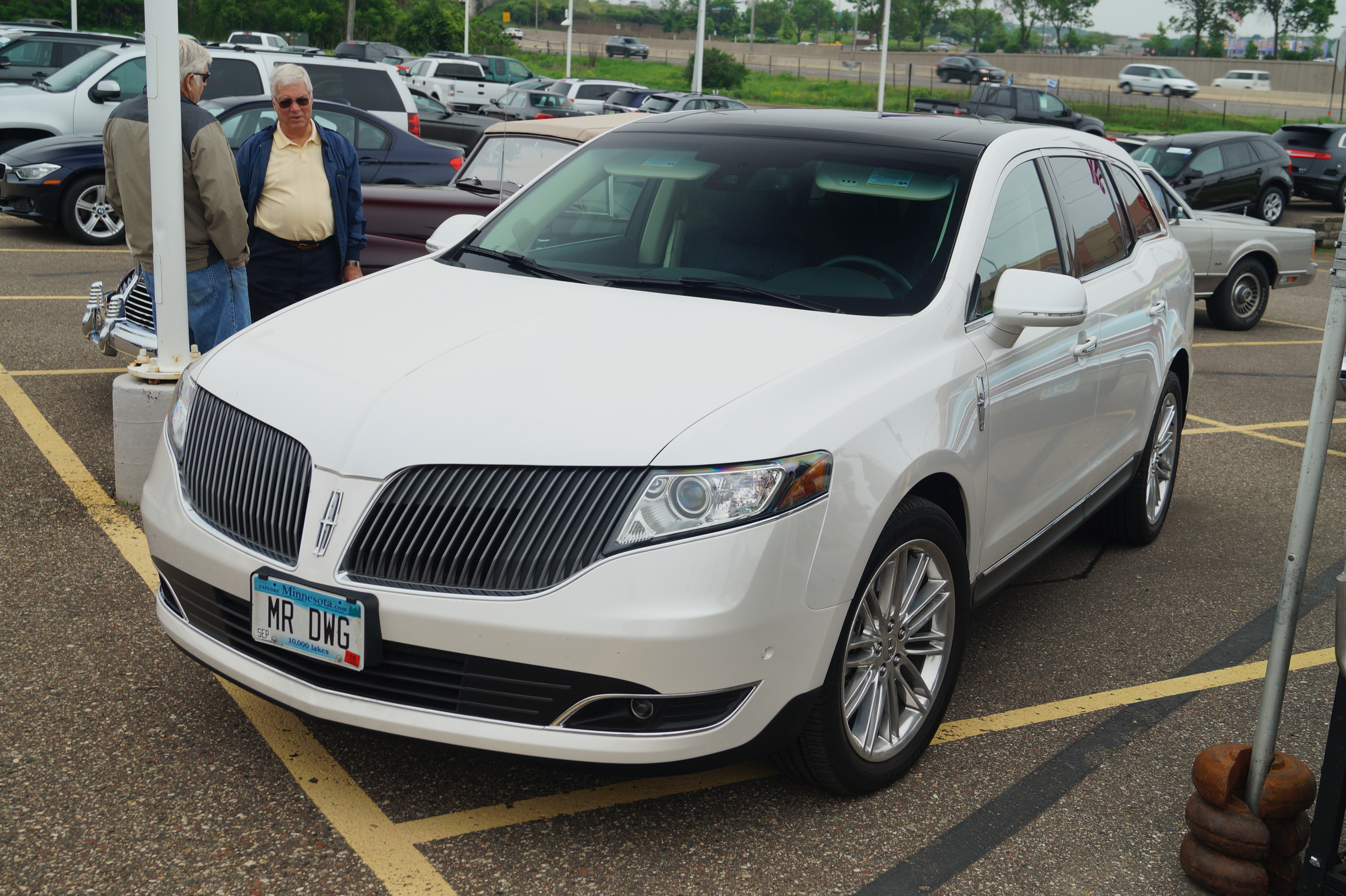
Lincoln MKT (2013-2019)

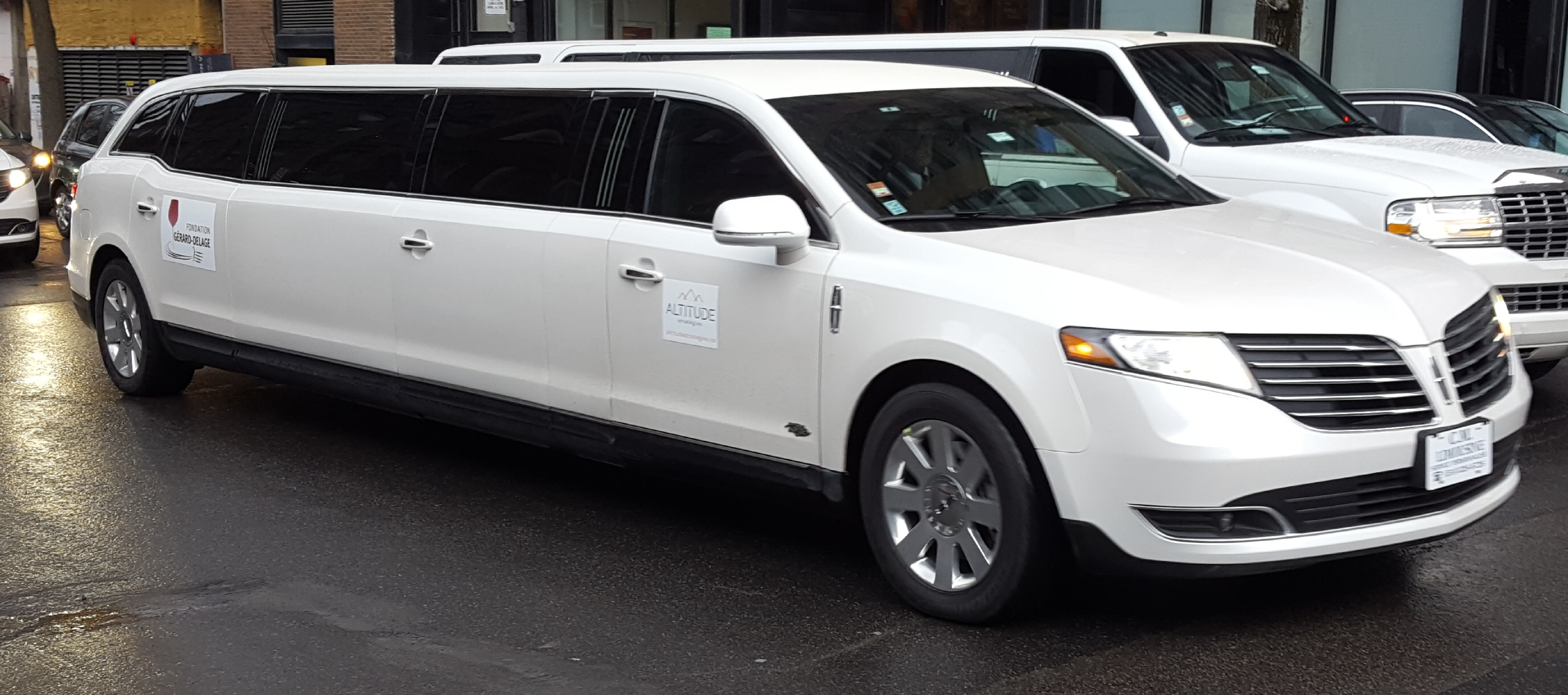
Lincoln MKT Town Car Limousine

## Двигуни
- 2.0 L EcoBoost I4 (Town Car)
- 3.7 L Ti-VCT V6
- 3.5 L EcoBoost/Twin-turbo GTDI V6

## Продажі
| Календарний рік | Продажі в США |
| --------------- | ------------- |
| 2009            | 2,580         |
| 2010            | 7,435         |
| 2011            | 5,024         |